# أسامة القوصي
أسامة عبد اللطيف القوصي (7 أغسطس 1956 -) هو داعية وفقيه مصري إسلامي.

## حياته ونشأته
ولد بالقاهرة، أشتهر في فترة السبعينيات بالتشدد والانتماء للتيار القطبي وسافر للسعودية وتتلمذ علي يد عُلماء في علم الحديث هناك ثم عاد وأصبح معتدل الفكر يتبع التيار العلماني ويتبع السلفية الجامية، فقد تأثر بطائفة من العلماء وقفى أثرهم، منهم بديع الدين الراشدي ومقبل بن هادي الوادعي وعبد الله بن محمد الدويش، يقوم بإلقاء خطبة الجمعة والدروس في مسجد سبيل المقربين بعين شمس في القاهرة كما قام بتأسيس حملة لا للأحزاب الدينية.
من مواليد مدينة القاهرة صبيحة يوم عرفة 1373 الموافق السابع من آب 1956 نشأ في مدينة القاهرة، وأصل عائلته من مدينة قوص في جنوب مصر وينتهي نسبها إلى أبي الحجاج الأقصري واسمه يوسف ابن عبد الرحيم بن رُزي القرشي كما ترجمه العلامة الحافظ الذهبي في سير أعلام النبلاء.
درس في مدارس النقراشي من الاعدادي إلى الثانوي، التحق بكلية الطب جامعة عين شمس وحصل على البكالوريوس في الطب.
عندما ألتحق بكلية الطب كانت الجامعة في تلك الفترة نشيطة بالإسلاميين الحركيين والمتشددين رغم أن كتب سيد قطب ممنوعة في مصر لكن لم يمنع ذلك من تسريبها إلى طلبة الجامعة مكتوبة بخط اليد، فتأثر الشاب أسامة القوصي بهذا الواقع وبدأ كغيره من شباب يقرأ كتب قطب حتى كاد يحفظ معالم في الطريق أما غيره فمنهم من كان يحفظ نسبة كبيرة من كتب قطب عن ظهر القلب، فوصل به التأثر حتى كان يعتقد كُفر والديه.

## مسيرته
في عام 1397 ذهب في رحلة نظمتها الجامعة إلى العمرة، فكان لا يصلي خلف أئمة الحرم لأنه كان يُكفرهم فيصلي وحده وخلال ذلك تعرف على بعض طلبة العلم في الحرم وكان يجالسهم، فمرة ذكر أمامهم حديث لا يؤمن أحدكم حتى يكون هواه فإذا بطالب صغير بقول له: بارك الله فيك، ولكن الحديث ضعيف وفيه ثلاث علل. فرد عليه: ثلاثة مرة واحدة. قال الطالب: اقرأ في شرح ابن رجب جامع العلوم والحكم. قال: وفعلاً وجدت ضعف هذا الحديث، فكان هزة لي هزة شديدة، لأن هذا الحديث تعلمته من كتب سيد قطب وهو من الأحاديث التي نكفر بها. لذلك القطبيون يعدون الموضة صنماً، يكفرون بأشياء عجيبة. بعد تلك الواقعة، بدأ يحضر المجالس العلمية في الحرم، فحضر مجالس مُحدث السند الشيخ العلامة بديع الدين الراشدي في شرح صحيح البخاري وتردد على بيته ومكتبته العامرة وهنا عرف ما معنى علوم السنة وما معنى المخطوطات وغيرها، ثم تعرف على الإمام مقبل بن هادي الوادعي فبدأ يحضر مجالسه في شرح الترمذي.
انتقل بعدها إلى مدينة بريدة وهناك التقى بالشيخ عبد الله بن محمد الدويش حافظ نجد في وقته، وحضر دروسه في شرح مقدمة صحيح مسلم، رجع مرة أخرى إلى المدينة النبوية وعاود الجلوس عند الشيخ مقبل، بعد أن استفاق من الفكر القطبي بالجلوس عند العلماء وحضور دروسهم، قرر عدم الرجوع إلى مصر والانقطاع عن دراسة الطب والمواصلة في تحصيل العلم الشرعي، لكن تجري الرياح ضد رغبة الملاح، ففي سنة 1399 رحل إلى مصر لأنه لم يكن يملك وثيقة الإقامة.
رجع إلى بلده فتزوج، ثم علم بخبر ترحيل الشيخ مقبل إلى اليمن أيضاً فشد الرحال إليه مرة أخرى هو وزوجه فلازمه ملازمة تامة لا يفارقه إلا عند النوم، درس على يديه سنة كاملة في تفسير ابن كثير وجامع الترمذي وسنن أبي داود وشرح قطر الندى والعقيدة الواسطية وصحيح البخاري وصحيح مسلم.
جاء بعض أهل القبائل المجاورة لبلدة الشيخ مقبل وطلبوا طالباً يعلمهم فرشحه الشيخ لهذه المهمة ثقة به بما اكتسبه من العلم، يقي في تلك البلدة خمس سنوات يعلمهم وفي الوقت نفسه على اتصال بشيخه، بعد صدور كتاب يحي بدعة الأذان بحي على خير العمل، طلب منه شيخه جمع كتاب في أحكام الأذان فألف كتاب أحكام الأذان بالدليل. في سنة 1406 مرضت زوجته، فشاور الشيخ مقبل ثم رجع إلى مصر وبقي فيها إلى الآن.

## مؤلفاته
ألف كتابين الأول حول أحكام الصيام والثاني يعنوان احفظوا أيمانكم، وقلة تأليفه راجعة إلى انشغاله التام بالدعوة ونشرها، أما الشروحات المسجلة فكثيرة جداً، منها شرح كتاب بلوغ المرام مرتين، التحفة السنية ثلاث مرات، كتاب الايمان من صحيح البخاري، كتاب العلم من صحيح البخاري، منظومة القواعد الفقهية للسعدي، كتاب شرح السنة للبربهاري، كتاب الايمان لأبي القاسم ابن سلام، كتاب حلية طالب العلم، شرح تفسير القرآن الكريم للسعدي، ورياض الصالحين (دروسه مستمرة منذ 10 سنوات) ودروس في الدفاع عن المنهج السلفي وعن علماء الدعوة بعنوان النصيحة لمن سأل عن السُبل الصحيحة بدأها منذ مدة طويلة، وأيضاً الردود والتعقيبات ودفع الشبهات.